# 阿倍内麻呂
阿倍内 麻呂（あべのうち の まろ）は、飛鳥時代の豪族。阿倍鳥の子。官職は左大臣。

## 氏と名について
かつては、氏が阿倍で、名が内麻呂（倉梯麻呂）と見られていたが、阿倍内鳥の子とみなして、氏は阿倍内（阿倍倉梯）の複姓で、名は麻呂と考えられるようになった。なお、内は内廷との関わりを、倉梯は大和国十市郡の地名（現在の奈良県桜井市倉橋）を示す。

## 経歴
推古天皇32年（624年）大臣・蘇我馬子が推古天皇に葛城県の譲渡を要求した際、内麻呂と阿曇氏（名不明）が遣わされて天皇へ要求に関する上奏を行った。
元来、葛城県は私（馬子）の本拠地であった（代々葛城氏が本拠とし、蘇我氏は葛城氏と同族になるとの考え）。その県に因んで氏の名としている（蘇我葛城氏）。そこで、永久にその県を得て私が封ぜられた県としたい。
しかし、推古天皇はこの要求を拒否している。
推古天皇36年（628年）推古天皇が崩御すると田村皇子と山背大兄王が有力な皇位継承候補となった。大臣・蘇我蝦夷は当初独自に皇嗣を決定することを欲したが、群臣が承服しないことを恐れて内麻呂と議して自邸に群臣を集めて饗応した。散会しようとした際に内麻呂は皇嗣に関して以下を語った。
- 天皇が既に崩御して後継ぎがおらず、早急に決めないと乱が発生する恐れがある。今どの王を皇嗣とすべきだろうか。
- 天皇が病臥していた際に田村皇子に対して、天下を治めることは大任である。たやすく言うべきではない。慎重にこれを察して、しっかりやるように、との詔があった。
- 次に、山背大兄王に対しては、独りで喧しく騒ぎ立てることのないように、必ず群臣の言葉に謹んで従い違うことのないように、との詔があった。

これに対して、大伴鯨・采女摩礼志・高向宇摩・中臣弥気・難波身刺が田村皇子を支持する一方で、許勢大摩呂・佐伯東八・紀塩手は山背大兄王を支持し、蘇我倉麻呂は返答を保留するなど、群臣の意見が折り合わず、この場で皇嗣を決めることができなかった。
皇極天皇4年/大化元年（645年）中大兄皇子と中臣鎌子により蘇我入鹿が暗殺され、その父・蝦夷は自殺して蘇我本宗家は滅亡した（乙巳の変）。皇極天皇は譲位し、孝徳天皇が即位して新政権が発足する。左大臣には内麻呂が、右大臣には蘇我倉山田石川麻呂が任じられ、内麻呂は豪族を代表する重鎮として、また娘の小足媛を孝徳天皇の妃とし、有間皇子を儲けていることから新政権の中枢に加えられたと考えられる。内麻呂と石川麻呂は天皇から各々金策（金泥で書いた冊書）を与えられるとともに、政治に関して以下の詔を受けている。
- 上古聖王の跡に従って、また信をもって天下を治めよ[8]
- 大夫と諸々の伴造に対して、悦をもって民を使う道を問え[8]

大化4年（648年）2月に内麻呂は四天王寺に四衆（比丘・比丘尼・優婆塞・優婆夷）を招いて、仏像4体を迎えて塔内に安置させ霊鷲山の像を造るなど、法要を執り行った。同年4月には前年に制定された新冠位制度（七色十三階冠）に伴って古冠が廃止されたが、内麻呂・石川麻呂の左右大臣は引き続き古冠の着用を続けた。
大化5年（649年）3月17日薨御。孝徳天皇が朱雀門まで来て哀悼し、皇極上皇や皇太子（中大兄皇子）を始め群臣が付き従って哀哭したという。

## 系譜
- 父：阿倍鳥[11]
- 母：不詳
- 生母不明の子女
  - 男子：阿倍御主人（635-703）[12]
  - 女子：小足媛[13] - 孝徳天皇妃
  - 女子：橘娘（?-681） - 天智天皇妃